# Феджету (Арджеш)
Феджету (рум. Făgetu) — село у повіті Арджеш в Румунії. Адміністративно підпорядковане місту Міовень.
Село розташоване на відстані 107 км на північний захід від Бухареста, 5 км на північний схід від Пітешть, 107 км на північний схід від Крайови, 99 км на південний захід від Брашова.

## Населення
За даними перепису населення 2002 року у селі проживали 1118 осіб. Усі жителі села рідною мовою назвали румунську.
Національний склад населення села:
| Національність | Кількість осіб | Відсоток |
| -------------- | -------------- | -------- |
| румуни         | 1113           | 99,6%    |
| цигани         | 5              | 0,4%     |